# 24-й арсенал РВСП (СРСР)
24-й арсенал Ракетних військ стратегічного призначення (24 АРВСП, об'єкт «Львів-50», в/ч 14247, згодом А2365) — військове формування у складі РВСП Збройних сил СРСР та Збройних сил України. Арсенал був розташований у Житомирській області. На кінець 1980-х років у арсеналі знаходилося 64 ракети.

## Історія
30 грудня 1952 року рішенням Міністерства оборони СРСР № ОРГ/9/84824 від 3.10.1952 р. було сформовано 24-й арсенал Ракетних військ стратегічного призначення (військова частина 71631; «Вакуленчук»). А з 16 червня 1959 року частині присвоєно нове умовне найменування — в/ч 14247.
1954 рік частина повністю укомплектована за штатом, і приймає на зберігання та обслуговування перші ракети типу Р-1 (8 А11).
31 грудня 1992 року після розпаду СРСР, 24-й арсенал перейшов у адміністративне підпорядкування Міністерства оборони України, з часом 75-й Центр зберігання, передпродажної підготовки, реалізації та утилізації озброєння і військової техніки.

1994 року арсенал отримав завдання ліквідації ракетних озброєнь.
В січні 1995 року бригадою з арсеналу був проведений дослідний демонтаж апаратного відсіку першої шахтної пускової установки (ШПУ) в Первомайській ракетній дивізії. За рік фахівцями арсеналу проведено демонтаж тридцяти шахтних пускових установок.
16 вересня 1996 року рішенням Генерального штабу Збройних Сил України 24-й ракетний арсенал був включений до складу 43-ї ракетної армії.

## Призначення
Арсенал був призначений для прийому, ремонту, складання, обліку, зберігання, підтримання в готовності до використання і видачі військам озброєння, запасних частин, інструменту та приладдя (ЗІП), обмінного фонду для підтримки ракетних комплексів в готовності до застосування. 

## Озброєння
На кінець 1980-х років у арсеналі знаходилося 64 ракети готових до використання:
- 4 шт. 15А20 (УР-100К / РС-10);
- 14 шт. 15А15 (УР-100 / РС-16А);
- 46 шт. 15А35 (УР-100Н УТТХ / РС-18Б).

## Начальники арсеналу
- підполковник Григор'єв Григорій Семенович (1952)
- генерал-майор Шестаков Володимир Пилипович (1953—1959)
- генерал-майор Василєв Анатолій Васильович (1959—1962)
- генерал-майор Соломін Микола Григорович (1962—1973)
- генерал-майор Сахаров Михайло Федорович (1973—1975)
- генерал-майор Юр'єв Олексій Васильович (1975—1987)
- генерал-майор Кондрашов Борис Іванович (1987—1992)
- полковник Устименко Володимир Васильович (1993—1996)
- полковник Мархевка Ігор Августинович (1996—2006)
- полковник Федоренко Олександр Миколайович (2006)